# Nevola (dolce)
La nevola è un dolce tipico della città di Ortona.
Si tratta di una cialda a base di mosto cotto aromatizzato con scorza d'arancia e cannella, cotta in un apposito ferro da cialda arroventato e arrotolata in forma di cono, da non confondere con la ferratella, nota anche come neola, pizzella o cancellata. La nevola è considerata un simbolo di festa ad Ortona, tradizionalmente offerta in occasioni speciali come battesimi e matrimoni.
Nel marzo 2024, a seguito di un'istanza presentata dalla Pro Loco San Nicola di Ortona, la nevola è stata ufficialmente riconosciuta e iscritta nell'elenco dei Prodotti agroalimentari tradizionali abruzzesi dal Ministero dell'agricoltura, della sovranità alimentare e delle foreste, nella categoria "Paste fresche e prodotti della panetteria, della biscotteria, della pasticceria e della confetteria".

## Storia
Secondo la tradizione orale, la storia della nevola inizia ad Ortona tra il XIII ed il XIV secolo E.V. grazie ad un gruppo di suore locali, le quali preparavano questo dolce utilizzando il ferro delle ostie. Diversi documenti conservati nella biblioteca comunale del comune abruzzese asseriscono che la sua preparazione, intorno al XVI secolo, fu bandita dal Vescovo di Lanciano per il richiamo che la nevola facesse alla forma fallica.
Le origini della nevola sembrano essere popolari, come suggerito dagli ingredienti accessibili quali mosto cotto, farina, olio d'oliva e scorza d'arancia. Il mosto cotto, ottenuto dal vitigno Pergolone, era un dolcificante che sostituiva il più costoso zucchero per le classi meno abbienti. La varietà di grano Senatore Cappelli, l'ulivo e l'arancia selvatica erano diffusi nella zona della costa ortonese.
L'anice e la cannella sono stati aggiunti più recentemente per richiamare l'aroma del finocchio selvatico, un tempo usato per mescolare il mosto cotto durante la preparazione.
Nel 2007 è nata l'associazione "Gli amici della nevola" con l'obiettivo di tutelare la ricetta tradizionale e promuovere il prodotto attraverso eventi e pubblicazioni. Secondo l'associazione, una nevola doc deve essere caratterizzata da leggerezza e friabilità, con un peso massimo di 15 grammi, e il mosto cotto va realizzato esclusivamente con uva pergolone.

## Ingredienti
La ricetta delle nevole secondo l'associazione "Gli amici della nevola" prevede:
- 500 grammi di mosto cotto
- 250 grammi di olio d'oliva
- 1 bicchiere d'acqua
- 50 grammi di zucchero
- buccia di arancia grattugiata
- anice (semi grattugiati)
- cannella
- 1 kg di farina (700 di grano tenero e 300 di grano duro)[4]

## Preparazione
La nevola viene realizzata con un apposito ferro da cialda a pressa rotondo e molto pesante, simile ma diverso da quello utilizzato per le ferratelle.
La preparazione inizia portando a ebollizione il composto a base di mosto cotto, olio, acqua ed eventuale zucchero, che viene poi versato al centro della fontana di farina miscelata con gli altri ingredienti. L'impasto viene amalgamato delicatamente fino a ottenere una massa morbida, compatta e non appiccicosa. Dopo averlo fatto riposare per circa 10 minuti coperto da un canovaccio umido, si formano delle palline di impasto regolari grandi circa come una nespola, che vengono poste al centro del ferro preriscaldato sulla fiamma e pressate per circa un minuto per lato.
Le cialde cotte vengono prontamente tolte dal ferro, schiacciate leggermente per far uscire il vapore e divise a metà in modo da ottenere due sfoglie sottilissime, una con la faccia liscia (la parte a contatto con il ferro) e una grezza (la parte interna). Prima che si raffreddino, le due metà vengono arrotolate a cono con la parte grezza all'interno.
Tradizionalmente le nevole andrebbero gustate senza farcitura, data la loro bontà e fragranza, ma possono essere anche farcite a piacere.